# Weather Report (Album)
 Weather Report ist das zehnte (und zweite selbstbetitelte) Album der Fusiongruppe Weather Report und wurde im Jahr 1982 veröffentlicht. Es war bewusst wie das erste Album elf Jahre zuvor benannt, denn es war als Rahmen und Schlusspunkt der Band gedacht – Zawinul und Shorter wollten eigene Wege gehen. Tatsächlich hatte sich schon ein Jahr später die nächste Besetzung der Band ergeben, allerdings waren nur Shorter und Zawinul die einzig verbliebenen Gründungsmitglieder.
Es ist das letzte Album mit Jaco Pastorius und Peter Erskine in der Rhythmusgruppe, die schon vorher und nachher in der Bigband von Jaco Pastorius weiter zusammen arbeiteten. Auf allen nachfolgenden Alben übernahmen Victor Bailey bzw. Omar Hakim deren Posten.

## Allgemeines
Die Musik des Albums war teilweise durchkomponiert und entstand vor der Japantournee 1981 und der letzten USA-Tournee der Band in dieser Besetzung; sie war teilweise sehr komplex und aufgrund der Arrangements war viel festgelegt.
Auf beiden Tourneen wurden bereits Stücke des Albums gespielt. Das Herzstück des Albums ist die dreiteilige Suite N.Y.C. Das Stück beginnt mit 41st Parallel, in dem Erskine seinen Groove zeigt. Der zweite Satz The Dance ist ein eher traditionelles  Swing-Stück, jedoch mit Synthesizer-Orchestrierung. Der letzte Satz, Crazy about Jazz gibt seinen Namen alle Ehre.

## Titelliste
1. Volcano for Hire (Zawinul) – 5:25
2. Current Affairs (Zawinul) – 5:54
3. N.Y.C. (41st Parallel/The Dance/Crazy about Jazz) (Zawinul) – 10:11
4. Dara Factor One (Zawinul) – 5:25
5. When It Was Now (Shorter) – 4:45
6. Speechless (Zawinul) – 5:58
7. Dara Factor Two (Zawinul/Shorter/Pastorius/Erskine/Thomas Jr.) – 4:27

## Rezeption
Im Down Beat erhielt das Album dreieinhalb von fünf Sternen: Für den Kritiker Frankie Nemko-Graham war es zu Keyboard- und Schlagzeug-lastig. J.D. Considine vom Rolling Stone vergab nur drei Sterne. Für ihn spielte Pastorius auf dem Album zu unterschiedlich:

„Kern des Problems von Weather Report scheint Bassist Jaco Pastorius zu sein, dessen Spiel zwischen traditionellen Basslinien und kontrapunktischen Leads schwankt.“

Richard S. Ginell gab dem Album für Allmusic drei von fünf Sternen:

„Mit Pastorius ein wenig im Hintergrund, kippt das kreative Gleichgewicht stark in Richtung Joe Zawinul. … Obwohl der Kreativitätslevel hier auf Mittelmaß zu sein schien, konnte die Band das Ohr mit überraschenden neuen Klängen erschrecken. … Ihre Fähigkeit zu swingen stand nie in Zweifel.“